# Clithon
Clithon (лат.) — род водных улиток с оперкулумом, обитающих в пресной или солоноватой воде; в быстрых потоках.

## Распространение
Ареал улиток из рода Clithon включает Коморские острова (три вида), Мадагаскар (более трёх видов) и Маскаренские острова.

## Виды
- Clithon chlorostoma
- Clithon cuvieriana
- Clithon diadema
- Clithon faba Sowerby, 1836 — синоним: Clithon sowerbianus Récluz, 1842
- Clithon longispina (Récluz, 1841)[2]
- Clithon michaudi
- Clithon oualaniensis
- Clithon retropictus (von Martens, 1879)

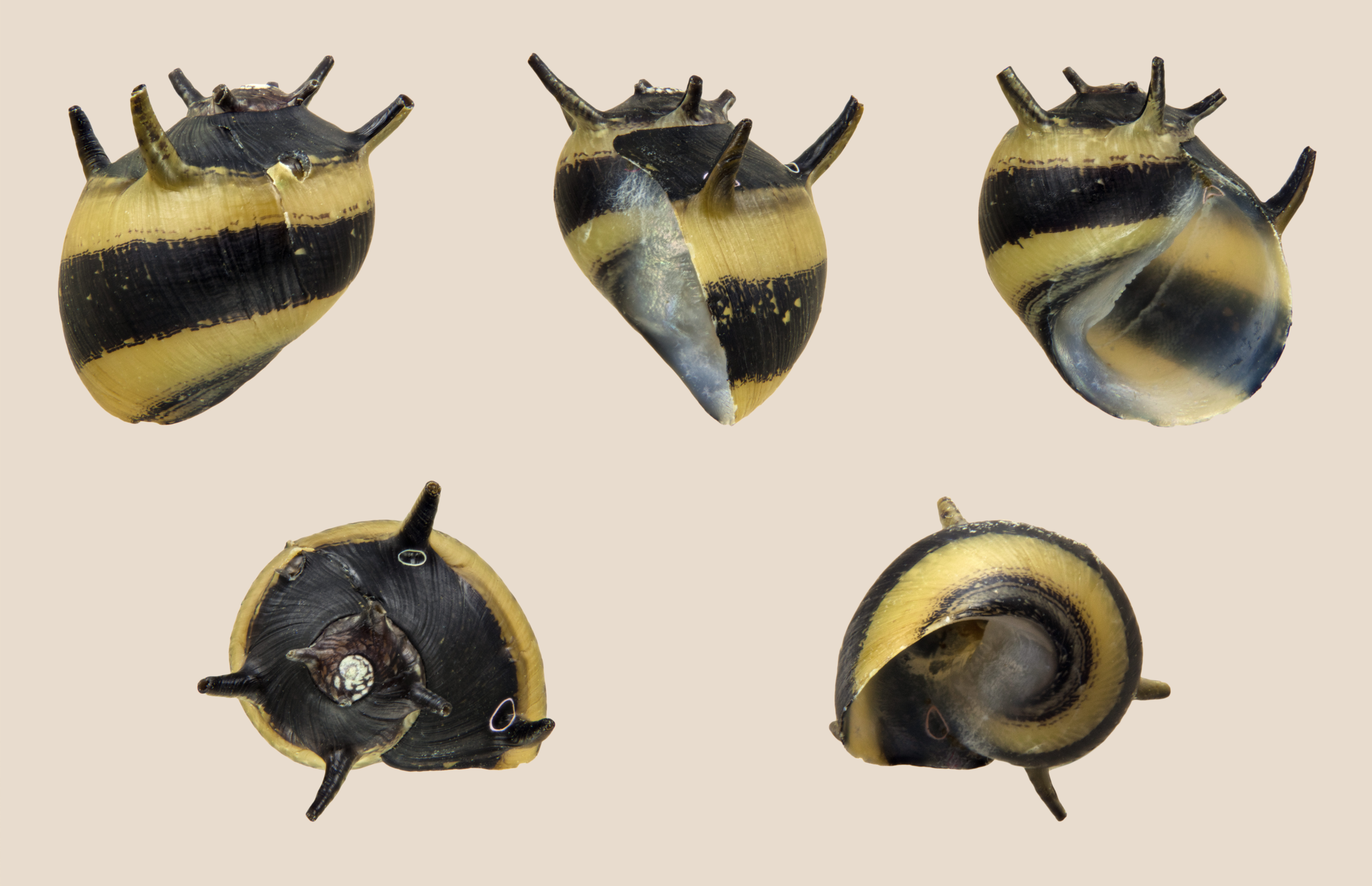
Clithon diadema
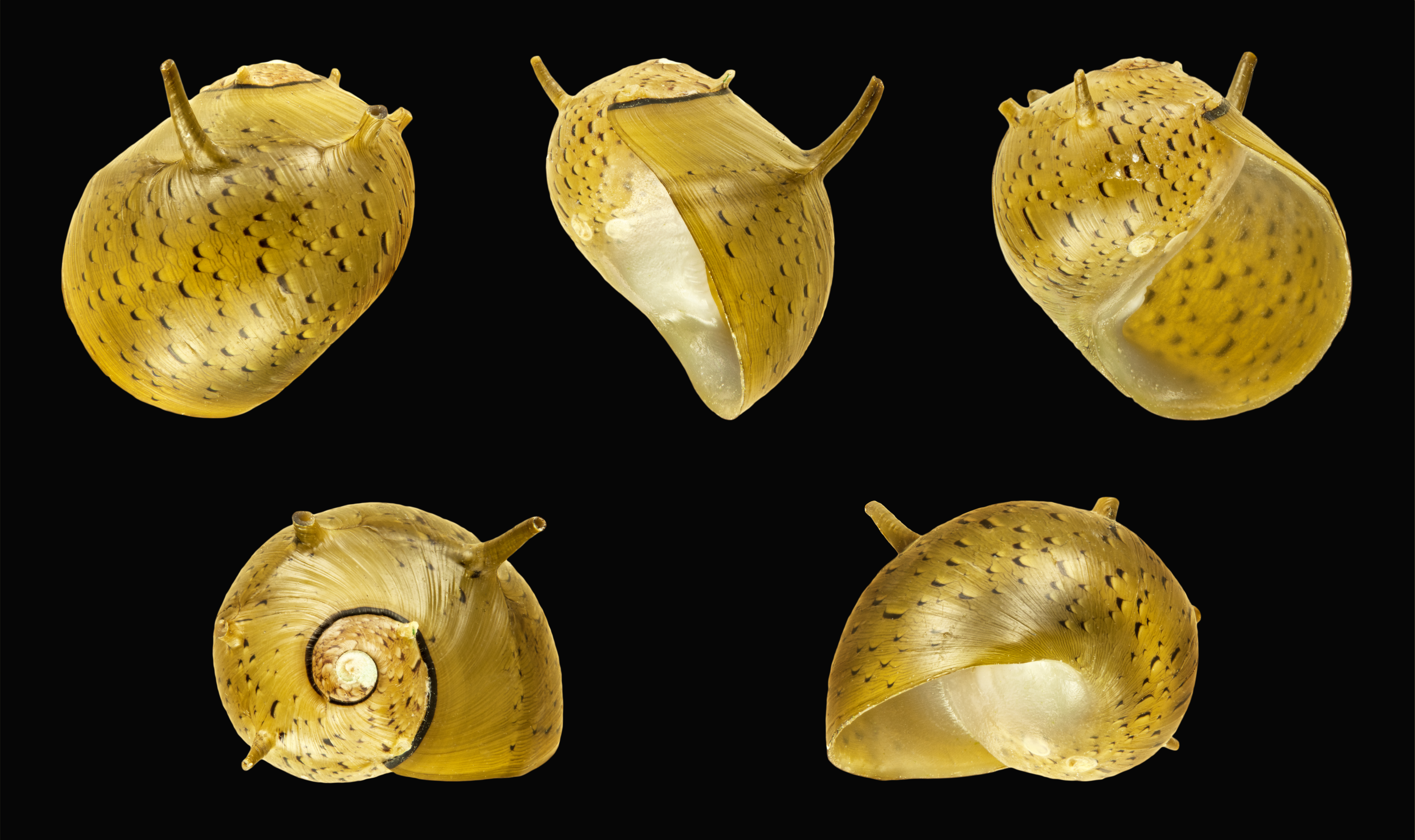
Clithon diadema